# Väderöarna (naturreservat)
Väderöarna är ett naturreservat i Kville och Tanums socknar i Tanums kommun i Bohuslän. Det omfattar ögruppen Väderöarna med ett större omgivande vattenområde. Större delen av reservatet ingår i EU-nätverket Natura 2000 och det förvaltas av Västkuststiftelsen.
I reservatet finns en stor variation av undervattensmiljöer: hårda och mjuka bottnar på olika djup, tångskogar och ålgräsängar, grunda lerbottnar och sandstränder. Till ovanligheterna hör hårdbottnar på ett större djup än 100 meter så nära kusten samt revbildande stenkoraller. Floran och faunan är mer artrik än något annat svenskt havsområde.